# Жуль Леже
Жуль Леже́  (фр. Jules Léger; 4 квітня 1913, Сент-Анісет, Квебек, — 22 листопада 1980,  Оттава, Онтаріо) — державний діяч, дипломат, і 21-й Генерал-губернатор Канади.

## Біографія
Народився у франкомовній сім'ї, випускник Коледжу-де-Валіфіл (фр. Collège-de-Valleyfield) та Монреальського університету (фр. Université de Montréal), завершивши студії права, та завершив навчання в Парижі докторатом у 1938.
Леже повернувся до Канади у 1938 році, почав кар'єру як журналіст Оттавської гезети «Ле-Друа» (фр. Le Droit), переїхав в році 1939 до Оттавського університету викладати  історії дипломатії по 1942.  У 1940 розпочав політичну кар'єру у Міністерстві закордонних справ Канади; займав пости посла Канади в Мексиці (1953-1954), Італії (1962-1968), і Франції (1964-1968).
У 1968 Леже повернувся до Оттави і прем'єр-міністр Канади Лестер Пірсон призначав його Державним Підсекретарем (англ. Under Secretary of State) з відповідальностями за закордонну політику, двомовність і мультикультуралізм.
У році 1972-1973 Леже займав пости посла Канади в Бельгії і Люксембурзі [7], [8].  У 1974, коли Е. Шраєра назначено Генерал-губернатором Канади, обіймав надалі цю посаду до 1979.